# دریاچه اشکی
دریاچه اشکی (به انگلیسی: Lacrimal lake)، حوضچه اشکی در قسمت پایین ملتحمه است که به دهانه سیستم تخلیه اشک (puncta lacrimalia) می‌ریزد. حجم دریاچه اشکی بین ۷ تا ۱۰ μL برآورد شده‌است.
اگرچه دریاچه اشکی معمولاً دارای ۷ تا ۱۰ میکرولیتر اشک است، حداکثر مایعی که معمولاً می‌تواند در خود نگه دارد، پیش از اینکه پاره شود ۲۵ تا ۳۰ میکرولیتر است. افزایش سن معمولاً سبب شل شدن پلک‌ها می‌شود که به نوبه خود سبب می‌شود که دریاچه اشکی مایع بیشتری را در خود نگه دارد.
پاپیل اشکی بلندی است که بر روی چشم‌گوشه درونی جایی که روزنه یافت می‌شود قرار دارد.